# Beijo 2348/72
Beijo 2348/72 é um filme brasileiro de 1990, do gênero comédia dramática, dirigido por Walter Rogério.

## Sinopse
A vida do operário Norival (Chiquinho Brandão) vira de cabeça para baixo quando ele é flagrado beijando a colega Catarina (Maitê Proença) durante o expediente de trabalho. Ele é despedido por justa causa e enfrenta as agruras do processo trabalhista que move contra a antiga empresa. A "paquera" ciumenta do rapaz aceita depor contra ele.

## Elenco
- Chiquinho Brandão.... Norival
- Maitê Proença.... Catarina
- Fernanda Torres.... Claudete
- Antônio Fagundes.... dr. Paulo
- Ary Fontoura.... Alvarino
- Cláudio Mamberti.... advogado de Norival
- Miguel Falabella.... Zecão
- Iara Jamra.... Carmen
- José Rubens Chachá.... Pedrão
- Dani Patarra.... Dolores
- Gianfrancesco Guarnieri.... fotógrafo
- Eloísa Mafalda.... proprietária da pensão
- Walmor Chagas.... juiz da Suprema Corte
- Miriam Pires.... operária
- Ankito.... faxineiro
- Sérgio Mamberti.... juiz
- Genival Lacerda.... ele mesmo
- Laert Sarrumor.... ele mesmo
- Joel Barcellos.... arquivista
- Tânia Bondezan.... secretária de Paulo
- João Acaiabe .... dono do bar
- Vic Militello.... prostituta
- Ary França
- Gérson de Abreu
- Dulce Bressane
- Walter Breda
- Roney Facchini
- Paco Sanches

## Produção
Beijo 2348/72 foi inspirado por um fato real, onde um funcionário de uma fábrica teria dado um beijo numa colega, o que lhe ocasionou um processo, cujo número foi escolhido para o título do filme. Devido à forte crise que assolou o cinema brasileiro no início dos anos 90, o filme demorou quatro anos para ser lançado.

## Recepção da crítica

Gianfrancesco Guarnieri interpretou o fotógrafo

Marcelo Coelho, do jornal Folha de S.Paulo, fez crítica positiva ao filme e disse que "Beijo 2348/72, em cartaz no CineSesc, tem uma graça, um frescor, uma inocência quase clássica. É uma comédia encantadora, mesmo nas bobagens que contém. [...] Sem nenhuma crítica social, mas apresentando de forma alegre as misérias do proletariado, Beijo 2348/72 beneficia-se assim de uma leveza cômica peculiar."

## Mídia caseira
O filme possui uma versão em Video Home System (VHS) lançado em 1990 pela Alpha Filmes.

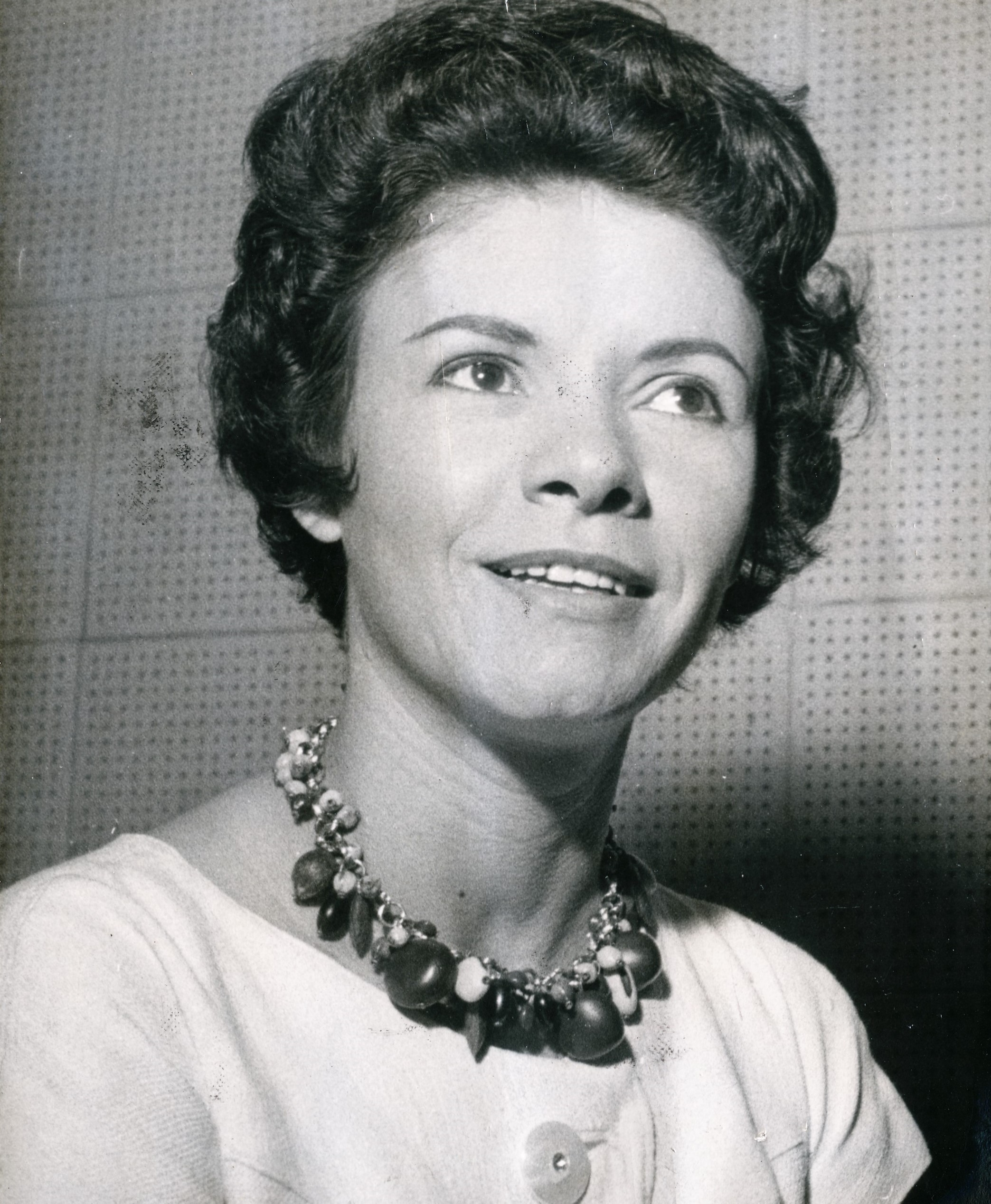
Eloísa Mafalda interpretou a proprietária da pensão

## Prêmios e indicações
No Festival de Brasília de 1990, o filme venceu algumas categorias na edição, como 'Melhor filme'', 'Melhor ator' para Chiquinho Brandão e 'Melhor ator coadjuvante' para Joel Barcelos.
No Festival de Gramado de 1990, o longa recebeu os prêmios Kikito nas categorias de 'Melhor fotografia', 'Melhor montagem' e no Prêmio do Júri. O filme também foi indicado na categoria de 'Melhor filme'. 